# Gipsy Moth IV
Le Gipsy Moth IV est le voilier dessiné par John Illingworth à bord duquel Francis Chichester a fait le tour du monde en solitaire en 1966-1967.